# Jelena Isinbajewa

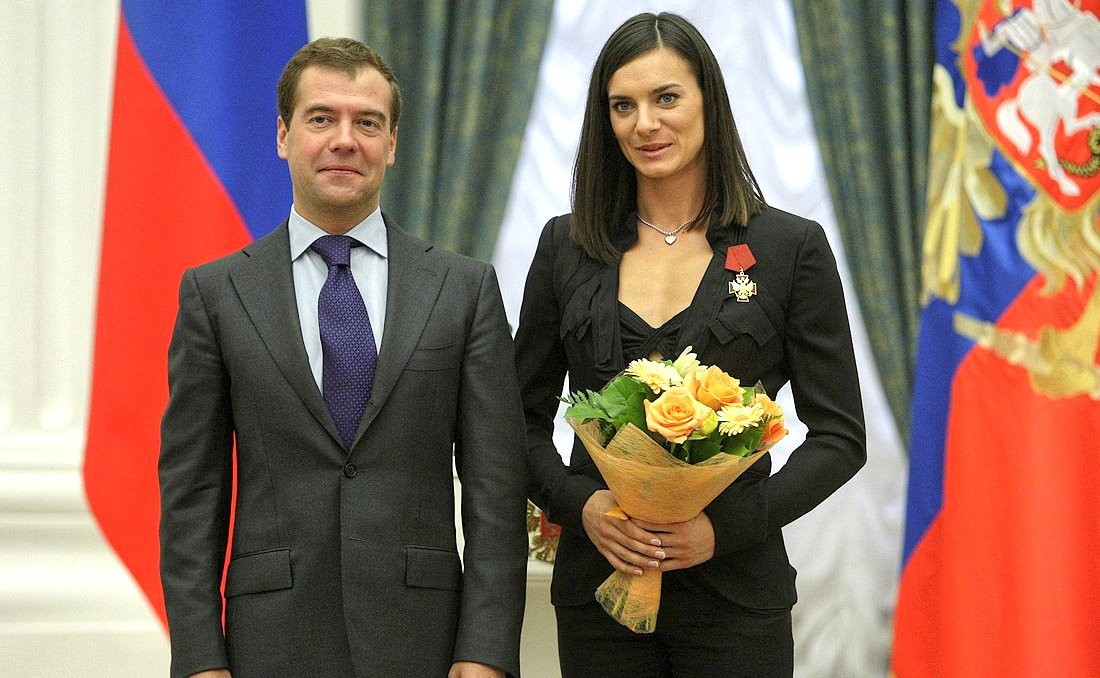
Jelena Isinbajewa i prezydent Rosji Dmitrij Miedwiediew na Kremlu w 2009

Jelena Gadżyjewna Isinbajewa (ros. Елена Гаджиевна Исинбаева, ur. 3 czerwca 1982 w Wołgogradzie) – rosyjska lekkoatletka uprawiająca skok o tyczce, dwukrotna mistrzyni olimpijska, trzykrotna mistrzyni świata, czterokrotna halowa mistrzyni świata, mistrzyni Europy, halowa mistrzyni Europy, 28-krotna i obecna rekordzistka świata (5,06 m).
Urodziła się w Wołgogradzie, jej ojcem jest pochodzący ze wsi Czuwek w Dagestanie Gadży Gafanowicz Isinbajew, matka Natalja Pietrowna urodziła się w wielodzietnej rodzinie w chutorze położonym niedaleko Wołgogradu. Ojciec pracuje jako hydraulik, matka przez wiele lat pracowała w kotłowni. Zamieszkiwała w Monako, w 2011 powróciła do rodzinnego Wołgogradu.
W 2004 na Igrzyskach Olimpijskich w Atenach zdobyła złoty medal, bijąc rekord świata (4,91 m). Wyczyn ten powtórzyła 4 lata później w Pekinie skacząc 5,05 m. Została wybrana lekkoatletką 2004 oraz 2009 przez IAAF. Jest trzykrotną mistrzynią świata: z Helsinek w 2005, z Osaki w 2007 oraz z Moskwy w 2013 oraz mistrzynią Europy z Göteborga w 2006. Nieprzerwanie w latach 2004–2008 wygrywała wszystkie zawody rangi mistrzowskiej w których brała udział.

## Kariera
Początkowo trenowała gimnastykę, jednak jako piętnastolatka zrezygnowała z uprawiania tego sportu (miała już ponad 170 centymetrów wzrostu i była zbyt wysoka jak na tę dyscyplinę). Międzynarodową karierę lekkoatletyczną rozpoczęła w 1998, już po sześciu miesiącach treningów tyczkarskich z wynikiem 4,00 zdobyła złoty medal rozegranych w Moskwie światowych igrzysk młodzieży, na mistrzostwach świata juniorów w Annecy we Francji skoczyła 3,90 m, co dało jej 9. miejsce.
W 1999 poprawiła się na mistrzostwach świata kadetów w Bydgoszczy, gdzie pokonawszy 4,10 m zdobyła złoty medal.
W następnym roku na mistrzostwach świata juniorów w Santiago po raz pierwszy skoczyła 4,20 m, wyprzedzając Niemkę Annikę Becker. W tym samym roku skok o tyczce kobiet zadebiutował na Igrzyskach Olimpijskich, w Sydney wygrała Amerykanka Stacy Dragila, natomiast Isinbajewa podczas tych igrzysk nie zaliczyła żadnej wysokości.
W 2001 zdobyła kolejny złoty medal, tym razem na Mistrzostwach Europy Juniorów w Grosseto we Włoszech, gdzie skoczyła 4,40 m.
Na Mistrzostwach Europy w Monachium w 2002 pokonała wysokość 4,55 m, co wystarczyło jedynie na srebrny medal. 5 cm wyżej skoczyła jej rodaczka Swietłana Fieofanowa, która zdobyła złoto.
W 2003 Jelena Isinbajewa zrobiła kolejne postępy, wygrywając mistrzostwa Europy U-23 w Bydgoszczy z rezultatem 4,65 m. 13 lipca po raz pierwszy pobiła rekord świata, ustanawiając go na wysokości 4,82 m, na meetingu w Gateshead w Anglii, co uczyniło ją główną faworytką do zdobycia złotego medalu na Mistrzostwach Świata w Paryżu, gdzie jej braki techniczne wykorzystały rywalki, Fieofanowa oraz Becker, które zajęły dwa pierwsze miejsca. Jelena musiała zadowolić się brązem.
W 2004 skok o tyczce kobiet już dojrzał jako dyscyplina sportowa i podczas mityngu w Doniecku Jelena pobiła kolejny halowy rekord świata (4,83 m), który w ciągu tygodnia został pobity o 1 cm przez Fieofanową. W marcu, na Halowych Mistrzostwach Świata w Budapeszcie Jelena zdobyła złoty medal, bijąc rekord świata i skacząc 4,86 m. Drugie miejsce zajęła Dragila, trzecie Fieofanowa.
W czerwcu i lipcu trzy razy biła rekord świata, w Gateshead (4,87 m), w Birmingham (4,89 m) oraz w Londynie (4,90 cm) na stadionie Crystal Palace.
Skok o tyczce był jedną z najbardziej prestiżowych konkurencji na Igrzyskach Olimpijskich w Atenach, a rywalizacja między Isinbajewą a Fieofanową podgrzewała tylko atmosferę. Kiedy wszystkie konkurencje zakończyły się, uwaga widzów była zwrócona na konkurs skoku o tyczce kobiet. Kiedy po zaliczeniu 4,75 Fieofanowa nie pokonała 4,90, złoto przypadło Jelenie, która pobiła dodatkowo rekord świata skokiem na wysokość 4,91. Brąz wywalczyła Polka Anna Rogowska.
W 2005 przyszły kolejne 4 rekordy świata. Pierwszy pobiła w Lozannie (4,93 m). Bicie rekordów centymetr po centymetrze przynosi jej ogromne zyski od sponsorów. Podobną taktykę objął niegdyś Serhij Bubka, który osiągnął rekord świata na poziomie 6,14 m. W czerwcu w Madrycie skoczyła 4,95 m, a na stadionie Crystal Palace w Londynie, 22 lipca 2005 pobiła dwa rekordy świata, najpierw skoczyła 4,96, po rekordzie Polski Anny Rogowskiej (4,80 m), a następnie za pierwszym razem pokonała magiczną barierę 5,00 m.
W tym samym roku na mistrzostwach świata w Helsinkach zdobyła również tytuł mistrzowski i po raz kolejny pobiła rekord świata wynikiem 5,01 m.
W 2006 wygrała halowe mistrzostwo świata w Moskwie wynikiem 4,80 m oraz mistrzostwo Europy w Göteborgu również z wynikiem 4,80 m.
W 2007 ponownie zdobyła tytuł mistrzowski na otwartym stadionie na mistrzostwach świata w Osace wynikiem 4,80 m. Ponadto wygrała wszystkie 6 zawodów Złotej Ligi, za co dostała milion dolarów do podziału z Amerykanką Sanyą Richards.
16 lutego 2008 w Doniecku poprawiła o 2 cm swój halowy rekord świata, uzyskując 4,95 m.
11 lipca 2008, podczas mitingu Golden League w Rzymie ponownie poprawiła należący do siebie rekord świata. Skokiem na 5,03 m zapewniła sobie zwycięstwo w zawodach oraz kolejny raz udowodniła, że nie ma sobie równych.
29 lipca 2008 ponownie poprawiła swój rekord, pokonując w Monako zawieszoną poprzeczkę na wysokości 5,04 m.
18 sierpnia 2008 bezapelacyjnie zwyciężyła w olimpijskim konkursie skoku o tyczce, pokonując za trzecim razem poprzeczkę na wysokości 5,05 m (rekord świata).
15 lutego 2009 zainaugurowała sezon zwyciężając w mityngu halowym w Doniecku, bijąc zarazem dwukrotnie własny halowy rekord świata – najpierw pokonała poprzeczkę zawieszoną na wysokości 4,97 m, a następnie pięciu metrów.
17 sierpnia 2009, startując w finałowym konkursie skoku o tyczce podczas mistrzostw świata w Berlinie, nie zaliczyła żadnej wysokości, rozpoczynając start na wysokości 4,75 m.
28 sierpnia 2009 na mitingu Weltklasse Zürich, będącym częścią zawodów Złotej Ligi, poprawiła o 1 cm swój własny rekord świata, skacząc w pierwszej próbie 5,06 m.
Po nieudanym występie w halowych mistrzostwach świata (Ad Dauha 2010) Isinbajewa opuściła letni sezon 2010.
Rosjanka powróciła do startów 6 lutego 2011 po niemal rocznej przerwie w występach; wygrała mityng Russian Winter, uzyskując najlepszy wynik na świecie w tej części sezonu (4,81 m). Drugim startem Isinbajewej w 2011 był mityng Samsung Pole Vault Stars w Doniecku, Rosjanka wygrała te zawody z rezultatem 4,85 m. Z powodu grypy nie wzięła udziału w halowych mistrzostwach Europy w Paryżu.
Pierwszy występ Rosjanki w sezonie letnim miał miejsce w połowie lipca na mityngu KBC Night of Athletics – zwyciężyła z wynikiem 4,60 m. Trzy dni później Isinbajewa nie zaliczyła żadnej wysokości podczas zawodów we włoskim Lignano. Podczas mityngu Diamentowej Ligi – DN Galan 2011 – Rosjanka zwyciężyła, uzyskując swój najlepszy rezultat w sezonie – 4,76 m. Na mistrzostwach świata w koreańskim Daegu zajęła 6. miejsce z wynikiem 4,65 m.
23 lutego 2012 podczas mityngu XL Galan 2012 w Sztokholmie Isinbajewa poprawiła o 1 centymetr własny halowy rekord świata skacząc 5,01 m. M.in. ten wynik dał jej tytuł lekkoatletki lutego w plebiscycie European Athletics. W marcu została, czwarty raz w karierze, halową mistrzynią świata.
W sezonie letnim 2012 Rosjanka zaplanowała trzy starty przed igrzyskami olimpijskimi.
W lipcu 2013, po zwycięstwie w mistrzostwach kraju, zapowiedziała zawieszenie kariery po mistrzostwach świata w Moskwie. Nie wykluczyła jednak możliwości powrotu na igrzyska olimpijskie w 2016.
W 2014 była burmistrzem wioski olimpijskiej podczas igrzysk w Soczi.
W sierpniu 2016 roku została wybrana na ośmioletnią kadencję do Komisji Zawodniczej MKOl.

## Największe osiągnięcia
| Rok  | Rodzaj zawodów                 | Miasto     | Miejsce | Wynik  |
| ---- | ------------------------------ | ---------- | ------- | ------ |
| 1998 | Światowe igrzyska młodzieży    | Moskwa     | 1.      | 4,00 m |
| 1999 | Mistrzostwa świata kadetów     | Bydgoszcz  | 1.      | 4,10 m |
| 2000 | Mistrzostwa świata juniorów    | Santiago   | 1.      | 4,20 m |
| 2001 | Mistrzostwa Europy juniorów    | Grosseto   | 1.      | 4,40 m |
| 2002 | Mistrzostwa Europy             | Monachium  | 2.      | 4,55 m |
| 2003 | Halowe Mistrzostwa Świata      | Birmingham | 2.      | 4,60 m |
| 2003 | Mistrzostwa Świata             | Paryż      | 3.      | 4,60 m |
| 2003 | Młodzieżowe mistrzostwa Europy | Bydgoszcz  | 1.      | 4,65 m |
| 2004 | Halowe Mistrzostwa Świata      | Budapeszt  | 1.      | 4,86 m |
| 2004 | Igrzyska Olimpijskie           | Ateny      | 1.      | 4,91 m |
| 2005 | Halowe Mistrzostwa Europy      | Madryt     | 1.      | 4,90 m |
| 2005 | Mistrzostwa Świata             | Helsinki   | 1.      | 5,01 m |
| 2006 | Halowe Mistrzostwa Świata      | Moskwa     | 1.      | 4,80 m |
| 2006 | Mistrzostwa Europy             | Göteborg   | 1.      | 4,80 m |
| 2007 | Mistrzostwa Świata             | Osaka      | 1.      | 4,80 m |
| 2008 | Halowe Mistrzostwa Świata      | Walencja   | 1.      | 4,75 m |
| 2008 | Igrzyska Olimpijskie           | Pekin      | 1.      | 5,05 m |
| 2009 | Światowy Finał IAAF            | Saloniki   | 1.      | 4,80 m |
| 2010 | Halowe mistrzostwa świata      | Doha       | 4.      | 4,60 m |
| 2011 | Mistrzostwa świata             | Daegu      | 6.      | 4,65 m |
| 2012 | Halowe Mistrzostwa Świata      | Stambuł    | 1.      | 4,80 m |
| 2012 | Igrzyska Olimpijskie           | Londyn     | 3.      | 4,70 m |
| 2013 | Mistrzostwa świata             | Moskwa     | 1.      | 4,89 m |

## Rekordy świata
| Wynik  | Miasto     | Data             |
| ------ | ---------- | ---------------- |
| 4,82 m | Gateshead  | 14 czerwca 2003  |
| 4,83 m | Donieck    | 15 lutego 2004   |
| 4,86 m | Budapeszt  | 6 marca 2004     |
| 4,87 m | Gateshead  | 27 czerwca 2004  |
| 4,89 m | Birmingham | 25 lipca 2004    |
| 4,90 m | Londyn     | 30 lipca 2004    |
| 4,91 m | Ateny      | 24 sierpnia 2004 |
| 4,92 m | Bruksela   | 3 września 2004  |
| 4,93 m | Lozanna    | 5 lipca 2005     |
| 4,95 m | Madryt     | 16 lipca 2005    |
| 4,96 m | Londyn     | 22 lipca 2005    |
| 5,00 m | Londyn     | 22 lipca 2005    |
| 5,01 m | Helsinki   | 12 sierpnia 2005 |
| 5,03 m | Rzym       | 11 lipca 2008    |
| 5,04 m | Monako     | 29 lipca 2008    |
| 5,05 m | Pekin      | 18 sierpnia 2008 |
| 5,06 m | Zurych     | 28 sierpnia 2009 |

## Halowe rekordy świata
| Wynik  | Miasto     | Data           |
| ------ | ---------- | -------------- |
| 4,81 m | Donieck    | 15 lutego 2004 |
| 4,83 m | Donieck    | 15 lutego 2004 |
| 4,86 m | Budapeszt  | 6 marca 2004   |
| 4,87 m | Donieck    | 12 lutego 2005 |
| 4,88 m | Birmingham | 18 lutego 2005 |
| 4,89 m | Liévin     | 26 lutego 2005 |
| 4,90 m | Madryt     | 6 marca 2005   |
| 4,91 m | Donieck    | 12 lutego 2006 |
| 4,93 m | Donieck    | 10 lutego 2007 |
| 4,95 m | Donieck    | 16 lutego 2008 |
| 4,97 m | Donieck    | 15 lutego 2009 |
| 5,00 m | Donieck    | 15 lutego 2009 |
| 5,01 m | Sztokholm  | 23 lutego 2012 |

## Odznaczenia
- Order Zasług dla Ojczyzny II Klasy (13 sierpnia 2012) – za wielki wkład w rozwój kultury fizycznej i sportu, wysokie osiągnięcia sportowe na zawodach XXX Olimpiady 2012 roku w mieście Londynie (Wielka Brytania)[28]
- Order Zasług dla Ojczyzny IV Klasy (2 sierpnia 2009) – za wielki wkład w rozwój kultury fizycznej i sportu, wysokie osiągnięcia sportowe na zawodach XXIX Olimpiady 2008 roku w Pekinie[29][30]
- Order Honoru (18 lutego 2006) – za wielki wkład w rozwój kultury fizycznej i sportu, wysokie osiągnięcia sportowe[31][32]